# São Bonifácio
São Bonifácio is een gemeente in de Braziliaanse deelstaat Santa Catarina. In 2010 telde de gemeente 3.008 inwoners.

## Aangrenzende gemeenten
De gemeente grenst aan Águas Mornas, Anitápolis, Paulo Lopes, Santa Rosa de Lima, Santo Amaro da Imperatriz en São Martinho.